# Mvurwi
Mvurwi ist eine Stadt in der Provinz Mashonaland Central in Simbabwe. Zusammen mit ihrem Umland stellt sie den kleinsten der Urbanen Distrikte Simbabwes mit 15.646 Einwohnern (2022) und einer Fläche von etwa 2,8 km². Dieser wurde im Februar 2010 vom Distrikt Mazowe abgespaltet, als der Ort zur Stadt ernannt wurde.

## Geografie
Mvurwi liegt 90 km nordwestlich von Harare auf etwa 1490 m Höhe am Oberlauf des Flusses Umsengedsi. Sie ist vom Distrikt Mazowe umgeben. Der Distrikt ist in sechs Wards aufgeteilt.
Der jährliche Niederschlag liegt zwischen 700 und 1000 mm.

## Infrastruktur
Die Stadt verfügt über 66 km Straße, von denen 14 geteert sind.  Durch die Fernstraße A12 hat sie Anbindung nach Harare. In Mvurwi gibt es 4 Grund- und 2 weiterführende Schulen. Die medizinische Versorgung wird über ein Krankenhaus, eine Ambulanz und 3 weitere private Einrichtungen gestellt.

## Bevölkerungsentwicklung
Die Bevölkerungsentwicklung seit 1992.
| Jahr          | Einwohner |
| ------------- | --------- |
| 1992 (Zensus) | 6026      |
| 2002 (Zensus) | 8096      |
| 2012 (Zensus) | 10.548    |
| 2022 (Zensus) | 15.646    |